# Huivelde
Huivelde is een gehucht in de Belgische provincie Oost-Vlaanderen. Het ligt in de gemeente Zele, zo'n twee kilometer ten zuidoosten van de dorpskern. Huivelde vormt tegenwoordig een geheel met de wijk Hansevelde net ten oosten. Ten oosten ligt Zogge, een dorp in buurgemeente Hamme, en ten zuidoosten het gehuchtje Hekkenhoek in Grembergen, een deelgemeente van Dendermonde. De gehuchtjes Langevelde en Mespelaar liggen in het net noorden. De Schelde stroomt anderhalve kilometer ten zuiden van Huivelde.

## Geschiedenis

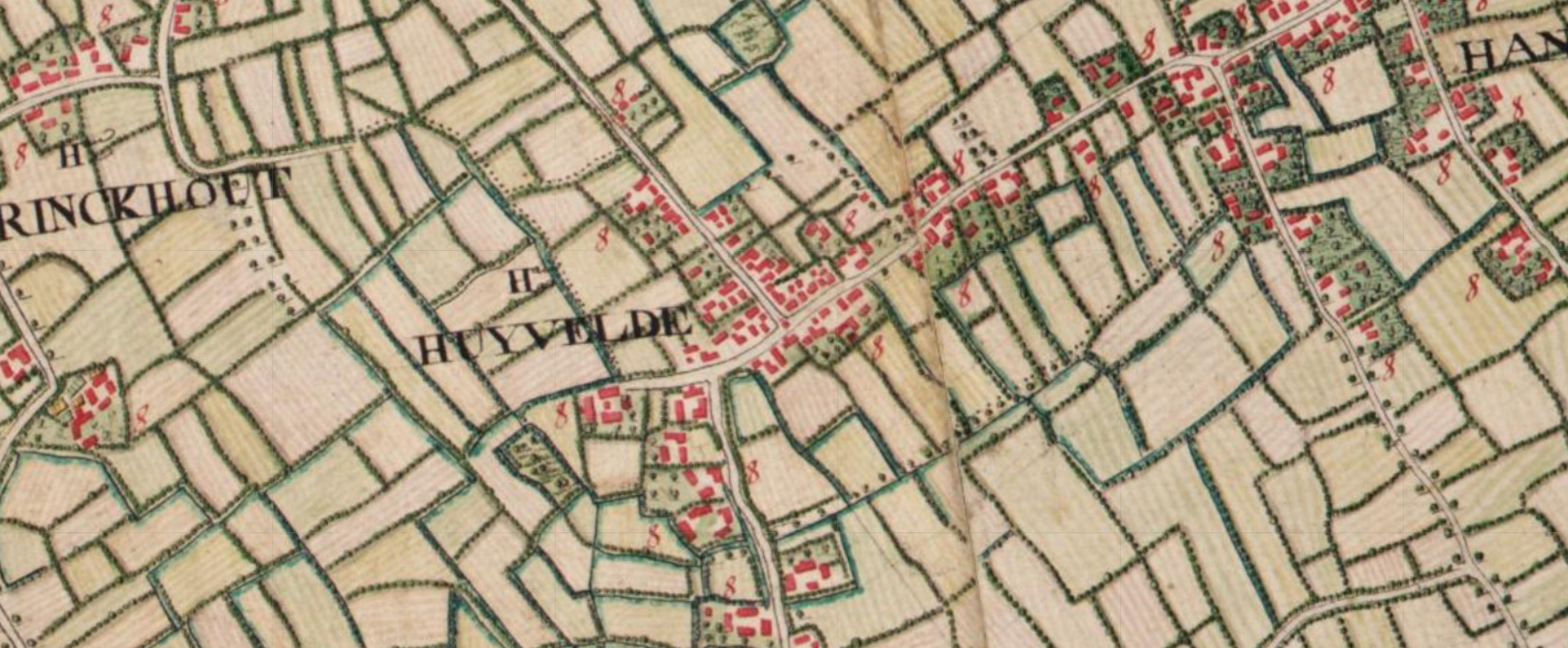

Op de Ferrariskaart uit de jaren 1770 staat de plaats reeds weergegeven als het omvangrijke gehucht Huyvelde, twee kilometer ten zuidoosten van Zele. Net ten oosten lag het gehucht Hansevelde, waarmee het door lintbebouwing al bijna verbonden was. In het landelijk gebied tussen Huivelde en Zele lag nog het gehuchtje Rinckhout, nu de wijk Rinkhout.
In het midden van de 19de eeuw kwam er een rechte hoofdweg tussen de Dendermondebaan in het westen en Huivelde. Rond 1856 werd net ten westen van Huivelde de spoorlijn Lokeren-Dendermonde aangelegd. Later kwam op deze lijn in het gehucht een halte Huivelde.
In 1881 werd een klein bewaarschooltje opgericht, gelegen op de verbindingsweg tussen Huivelde en Hansevelde. In 1913 richtte men een gemengde lagere school op voor beide gehuchten. Eind 1937 werd Huivelde een zelfstandige parochie, gewijd aan Sint-Jozef. De parochie bestreek de gehuchten Huivelde, Hansevelde en het noordelijker gehuchtje Mespelaar. De bouw van een kerk naast de school begon in 1942, maar door de Tweede Wereldoorlog werd die pas in 1947 voltooid en ingewijd.
Door verdere lintbebouwing raakten Huivelde en Hansevelde helemaal verbonden en in westelijke richting werd Huivelde door lintbebouwing ook enigszins met het centrum van Zele verbonden.

## Bezienswaardigheden
- de Sint-Jozefskerk. Achter de kerk werd in 2006 de begraafplaats heraangelegd waarvoor Huivelde de prijs Kerkhof van het jaar ontving.
- de Sint-Ludgerusschool.

## Evenementen
Elk laatste weekend van augustus vindt er in de school een Vlaamse kermis plaats.

## Verkeer en vervoer
Ten westen van Huivelde loopt de N47, de weg van Lokeren en Zele naar Dendermonde.
Ten westen loop ook spoorlijn 57 van Lokeren naar Dendermonde. Tot 1957 bevond er zich op die spoorlijn met het station Huivelde een stopplaats in het gehucht.

## Nabijgelegen kernen
Zele, Zogge